# Craugastor adamastus
Craugastor adamastus är en groddjursart som först beskrevs av Campbell 1994.  Craugastor adamastus ingår i släktet Craugastor och familjen Craugastoridae. IUCN kategoriserar arten globalt som otillräckligt studerad. Inga underarter finns listade i Catalogue of Life.